# Danaburan
Danaburan ist ein Dorf (Köy) im Landkreis Mazgirt der türkischen Provinz Tunceli. Im Jahr 2011 lebten in Danaburan 129 Menschen.